# Ben Johnson (voetballer)
Benjamin Anthony Johnson (Londen, 24 januari 2000) is een Engels betaald voetballer die doorgaans als vleugelverdediger speelt. Hij stroomde in 2019 door vanuit de jeugd van West Ham United. Johnson is de neef van voormalig Engels internationals Paul Parker en Ledley King.

## Clubcarrière
Johnson voetbalde in zijn jeugd bij Develop FC, voordat hij op zevenjarige leeftijd terecht kwam in de jeugdopleiding van West Ham United, waar hij alle jeugdteams doorliep, indruk maakte met volwassenheid, atletiek en arbeidsethos. Vanaf de onder 17 werd hij voornamelijk opgesteld als een vleugelverdediger. Op 3 december 2017 zat Johnson voor het eerst in de wedstrijdselectie van het eerste elftal, voor het Premier League-uitduel tegen Manchester City. In januari 2018 ondertekende hij zijn eerste profcontract, dat verliep tot 2020. In het uitduel van West Ham United tegen Manchester City in het daaropvolgende Premier League-seizoen op 27 februari 2019 maakte hij zijn officiële debuut in het eerste elftal. Hij startte als linksachter en werd in het met 1–0 verloren duel na een ruim uur gespeeld te hebben vervangen door Pablo Zabaleta. Drie weken later verlengde Johnson zijn contract bij West Ham United tot 2022. Mede wegens blessureleed duurde het toch tot juli 2020 voor Johnsons tweede optreden in het eerste elftal; in het met 3–1 gewonnen competitieduel tegen Watford FC startte hij in de basis.
Op 27 december 2020 maakte Johnson zijn eerste doelpunt, in een 2–2 gelijkspel tegen Brighton & Hove Albion in de Premier League. Na twintig wedstrijden in het eerste elftal te hebben gespeeld gedurende het seizoen 2020/21, werd Johnson in augustus 2021 door de eigen club benoemd tot Young Hammer of the Year. Op 30 september 2021 speelde hij zijn eerste internationale wedstrijd, tegen Rapid Wien in de groepsfase van de Europa League (2–0 winst). West Ham United en Johnson werden het niet eens over een langdurige contractverlenging, maar de optie in het contract van Johnson om de verbintenis met twee jaar te verlengen werd in februari 2022 gebruikt.

## Clubstatistieken
| Seizoen         | Club            | Competitie      | Competitie | Competitie | Beker | Beker | Internationaal | Internationaal | Totaal | Totaal |
| Seizoen         | Club            | Competitie      | Wed.       | Dlp.       | Wed.  | Dlp.  | Wed.           | Dlp.           | Wed.   | Dlp.   |
| --------------- | --------------- | --------------- | ---------- | ---------- | ----- | ----- | -------------- | -------------- | ------ | ------ |
| 2018/19         | West Ham United | Premier League  | 1          | 0          | 0     | 0     | —              | —              | 1      | 0      |
| 2019/20         | West Ham United | Premier League  | 3          | 0          | 0     | 0     | —              | —              | 3      | 0      |
| 2020/21         | West Ham United | Premier League  | 14         | 1          | 6     | 0     | —              | —              | 20     | 1      |
| 2021/22         | West Ham United | Premier League  | 17         | 1          | 6     | 0     | 6              | 0              | 29     | 1      |
| Carrière totaal | Carrière totaal | Carrière totaal | 35         | 2          | 12    | 0     | 6              | 0              | 53     | 2      |

Bijgewerkt op 20 april 2022.

## Interlandcarrière
In maart 2022 werd Johnson voor het eerst opgeroepen voor een landenteam: Engeland onder 21. Lee Carsley liet hem op 29 maart 2022 debuteren tegen de leeftijdsgenoten van Albanië in een EK-kwalificatieduel.
1 Palmer ·
2 Clarke ·
3 Davis ·
4 Kipré ·
5 Matusiwa ·
6 Woolfenden ·
7 Burns ·
9 Hirst ·
10 Chaplin ·
11 Philogene ·
12 Cajuste ·
14 Taylor ·
15 Young ·
16 Al-Hamadi ·
18 Johnson ·
20 Hutchinson ·
21 Ogbene ·
22 Townsend ·
23 Szmodics ·
24 Greaves ·
25 Baggott ·
26 O'Shea ·
27 Button ·
28 Walton ·
30 Humphreys ·
33 Broadhead ·
47 Clarke ·
49 Murić ·
Akpom ·
Coach: McKenna